# Nguyễn Sư Hồi
Nguyễn Sư Hồi (chữ Hán: 阮師回; 1444-1506) là một đại thần thời Lê, con trai của công thần Nguyễn Xí. Ông từng giữ chức vụ chỉ huy lực lượng thủy quân Đại Việt ở phía Nam, có công lớn trong việc khai hoang lập ấp, giữ vững biên cương, được tôn làm Thành hoàng làng Vạn Lộc (nay là phường Nghi Tân, Thị xã Cửa Lò, tỉnh Nghệ An). Ông bị cho là tội đồ trong vụ án thơ năm Quang Thuận thứ 3 (1462), vu cáo 4 đại thần bấy giờ là Lê Niệm, Nguyễn Lỗi, Lê Thọ Vực, Trịnh Văn Sái, làm chấn động triều đình lúc bấy giờ.

## Thân thế
Theo tài liệu gia phả và thần phả đền Vạn Lộc, Nguyễn Sư Hồi nguyên tên là Đình Khôi, do thân phụ được ban quốc tính nên sử có lúc chép tên là Lê Sư Hồi, sinh ngày 26 tháng Năm (âm lịch) năm Thái Hòa thứ 2 (1444), triều vua Lê Nhân Tông, nguyên quán làng Thượng Xá, huyện Chân Phúc nay là xã Nghi Hợp, huyện Nghi Lộc, Nghệ An. Thân phụ ông là Công thần Khai quốc Nguyễn Xí, lão thần qua mấy triều vua.
Tương truyền, từ nhỏ ông đã biểu lộ tư chất thông minh nhanh nhẹn, khi trưởng thành giỏi cả văn lẫn võ. Trong cuộc binh biến năm 1460, ông được cho là đã phụ tá đắc lực cho cha trong việc chỉ huy cấm binh lật đổ Lê Nghi Dân, phò tá Gia vương Lê Tư Thành lên ngôi.

## Vụ án thơ năm Quang Thuận thứ 3
Chính sử không ghi chép rõ về quan lộ của Sư Hồi. Sách Đại Việt Sử ký Toàn thư lần đầu tiên ghi chép về ông khi Lê Thánh Tông luận công ban thưởng, ban ruộng thế nghiệp cho một số công thần. Theo đó, Lê Lăng được cấp 300 mẫu, Lê Niệm 200 mẫu, Lê Nhân Thuận 130 mẫu, Lê Thọ Vực, Lê Sư Hồi, Lê Nhân Khoái 150 mẫu, từ Trịnh Văn Sái trở xuống, đều được cấp ruộng theo thứ bậc khác nhau. Sách Cương mục chép khác đi đôi chút: Lê Xí và Lê Liệt mỗi người được 350 mẫu; Lê Lăng 300 mẫu; Lê Niệm 200 mẫu; Lê Nhân Thuận 150 mẫu; Lê Thọ Vực, Nguyễn Sư Hồi và Lê Nhân Khoái mỗi người 130 mẫu; từ Trịnh Văn Sái trở xuống 22 người đều được cấp ruộng nhiều ít khác nhau. Cần lưu ý, cũng trong Đại Việt sử ký toàn thư, chỉ sau đó vài dòng lại chép tên ông là Nguyễn Sư Hồi, thuộc nhóm chưa được ban quốc tính. Điều này phù hợp với Cương mục, cho biết ông tuy được phong chức Tả Đô đốc, nhưng chưa được ban cho quốc tính.
Vào khoảng tháng Ba (âm lịch), năm Quang Thuận thứ 3 (1462), một bài thơ tứ tuyệt nặc danh rơi trên phố được tìm thấy với nội dung như sau:
Nhân hữu nhị tâm vưu khả nghi,
Tự lai chung cánh hiếu vi phi.
Thổ biên hữu hoặc chân dung bạo,
Thủy tại tây bàng xã tắc nguy.
Tạm dịch
Người có hai lòng rất đáng nghi,
Giống chữ "lai" đó thích vi phi.
Bên "thổ" có "hoặc" thực hung bạo,
"Thủy" sát bên "tây" xã tắc nguy.
Triều thần luận bàn đây là bài thơ chiết tự nhằm vu cáo các đại thần với ý như sau:
- Chữ Nhân (人) hợp với Nhị (二), Tâm (心) là chữ Niệm (念). Ý chỉ Lê Niệm rất đáng nghi ngờ.
- Giống chữ Lai (來) là chữ Lỗi (耒). Ý chỉ Nguyễn Lỗi thích làm điều phi pháp.
- Bên chữ Thổ (土) có chữ Hoặc (或) là chữ Vực (域). Ý chỉ Lê Thọ Vực rất hung bạo.
- Chữ Thủy (水) cạnh chữ Tây (西) là chữ Sái (洒). Ý chỉ Trịnh Văn Sái làm nguy hiểm cho đất nước.
Đình thần đều định tội cho Sư Hồi là tác giả bài thơ và định cho ông tội chết. Tuy nhiên vua Lê Thánh Tông xét công cha con ông nên đã tha ông tội chết và phủ dụ các đại thần, cho rằng không đủ bằng chứng để kết tội ông là tác giả bài thơ trên, cũng như nội dung bài thơ không có ý phản nghịch. Cương mục chép ông được nhà vua tha cho, không bắt trừng trị.
Chính sử đều ghi chép ông vì xung đột với các đại thần trên nên mới làm bài thơ vứt ra đường nhưng chưa kịp lưu truyền thì bị phát giác. Lê Quý Đôn trong Đại Việt Thông sử chép ông "tính người giảo quyệt, thâm hiểm, làm thơ nặc danh, vứt ra ngoài đường, cho truyền đến tai vua, muốn lật đổ Lê Niệm và Nguyễn Lỗi". Tuy nhiên, có lẽ nhận định của Thánh Tông là xác đáng hơn cả.

## Bị trách phạt tội ăn của đút
Tuy không giáng tội bài thơ, nhưng vua trách phạt cha con ông về một tội danh khác.
Tháng Chạp (âl), năm Quang Thuận thứ 4 (1463), vua ra dụ trách cha con ông về tội ăn của đút. Sách Đại Việt sử ký toàn thư ghi chép sự việc này như sau:
"Dương Quốc Minh bảo là Ngô Tây lấy 30 lạng bạc trao cho Nguyễn Hồ đến đút lót bọn ngươi. Ngươi sai vợ lẽ ngươi nhận lấy. Vả khi trước nó đút lót cho cha ngươi là Xí 50 lạng, nay chuyển sang đút lót cho ngươi, tất cả là 80 lạng, hiện còn ở nhà ngươi, ngươi lại không biết hay sao? Nay đặc sai Tư lễ giám Nguyễn Áng đem sắc chỉ tới bảo ngươi và đòi lấy số 80 lạng đút lót ấy mang về. Ngươi có tội mà không ngại sửa bỏ tội lỗi thì sau này chắc chắn không bị tai họa".
Vua cũng nhắc nhở cha con ông một cách nhẹ nhàng sau khi nhận được thư nặc danh tố cáo ông sắp làm phản:
"Ta thể theo lòng người lên nhận ngôi báu, vẵn nhờ các bậc huân hiền đồng lòng giúp đỡ, đến nay đã 4 năm rồi. Cha con ngươi, đầy nhà lớp lớp ngọc khuê giải ấn có thể gọi là thịnh lắm rồi. Ta vẫn tin ngươi. Dẫu có hư đó, cũng không hề suy giảm. Sau khi được thư ấy, hẳn ngươi có chỗ không yên lòng. Ngươi há không nên nghĩ cho kỹ để làm kế giữ mình ư?"
Sách Cương mục cũng có ghi nhận sự kiện này.

## Bảo vệ và phát triển vùng biên cương
Chính sử sau đó không chép thêm về ông. Theo Thần phả đền Vạn Lộc và một số tài liệu lịch sử địa phương, vào khoảng năm 1469, ông được giao chỉ huy lực lượng thủy quân làm nhiệm vụ bảo vệ vùng biển phía Nam Đại Việt, gồm 12 cửa lạch (Thập nhị hải môn) kéo dài từ cửa biển Sầm Sơn (Thanh Hóa) vào đến Cửa Tùng (Quảng Trị).
Khi vào trấn nhậm, ông đã chọn vùng cửa Xá cạnh làng Thượng Xá quê hương làm đại bản doanh. Ông cũng cho xây dựng một tuyến phòng thủ ven biển dài từ mũi Gươm đến đồn tiền tiêu nhằm phóng giữ các cuộc tấn công của quân Chiêm Thành. Ông cũng quan tâm phát triển kinh tế, chiêu tập dân cư, dùng các tù binh để khai phát đất đai, đắp đê ngăn mặn, khai hoang lập ấp, lập nên làng Vạn Lộc.
Theo thần phả, ông qua đời ngày 21 tháng Năm (âl) năm Thái Trinh thứ 3 (1506), triều vua Lê Túc Tông, tại vùng Cửa Xá. Theo Thần phả đền Vạn Lộc, ông được truy phong tước "Thái bảo phò mã đô úy".

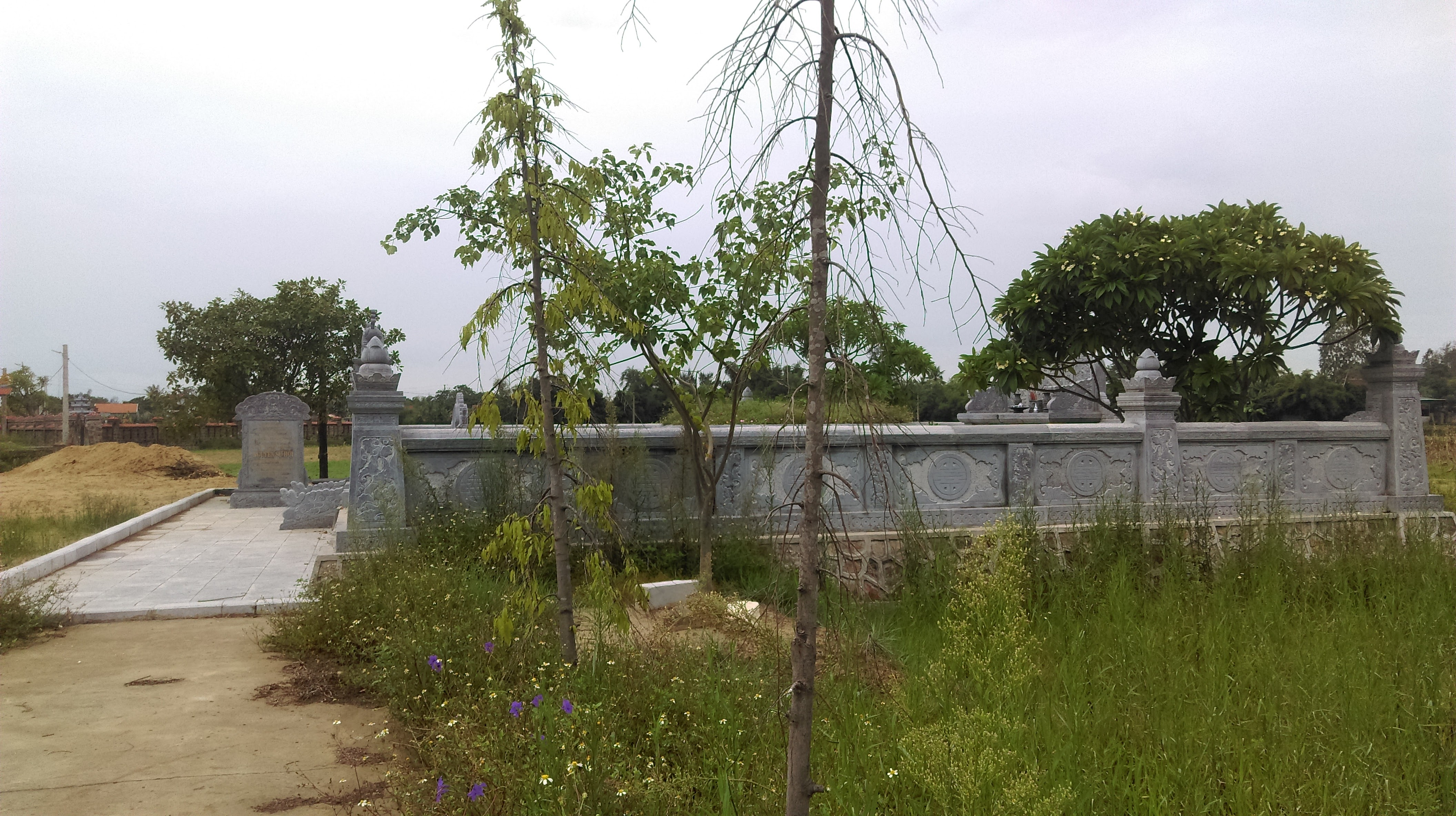
Mộ Nguyễn Sư Hồi

Sau khi ông qua đời, nhân dân trong vùng ghi nhớ công ơn mà lập đền thờ và tôn ông làm Thành hoàng. Trải qua thăng trầm, đề thờ ông được dời đến vùng đất cạnh sông Cấm như ngày nay. Ngôi đền được Nhà nước Việt Nam xếp hạng di tích lịch sử văn hoá cấp Quốc gia vào năm 1991. Lễ húy kỵ của ông vẫn được người dân vùng Cửa Lò tổ chức vào ngày 21 tháng Năm (âl) hàng năm..